# Хосе Магрінья
Хосе Антоніо Магрінья Родейро (ісп. José Antonio Magriñá Rodeiro; нар. 14 грудня 1917 — пом. 2 серпня 1988) — кубинський футболіст, нападник.

## Клубна кар'єра
На клубному рівні виступав за кубинський клуб «Сентро Гальєго».

## Кар'єра в збірній
Артуро Гальсеран виступав за національну збірну Куби. У 1938 році був викликаний для участі в чемпіонат світу. На Мундіалі у Франції зіграв у нічийному (3:3) поєдинку першого раунду проти Румунії, в якому відзначився голом.